# Asthenes flammulata
El canastero flamulado (en Colombia) (Asthenes flammulata), también denominado canastero multilistado (en Ecuador y Perú), espartillero de rayas o piscuiz flamulado, es una especie de ave paseriforme de la familia Furnariidae perteneciente al numeroso género Asthenes. Es nativa de la región andina del noroeste de Sudamérica.

## Distribución y hábitat

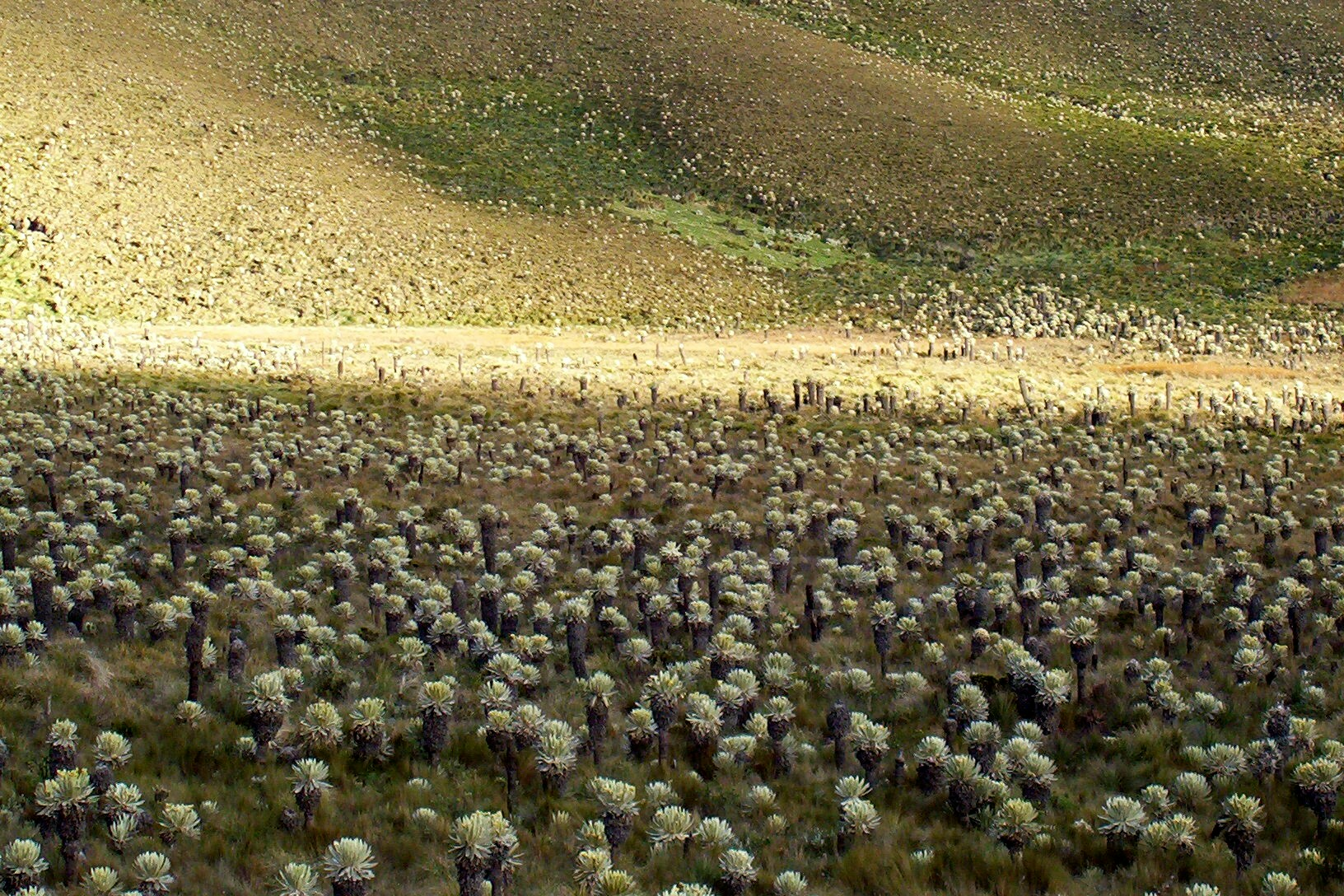
Frailejones en el páramo de Chiles, Colombia, ejemplo de hábitat de la especie.

Se distribuye a lo largo de la cordillera de los Andes desde el noreste de Colombia, hacia el suroeste, por Ecuador, hasta el centro de Perú.
Esta especie es considerada bastante común en sus hábitats naturales: los herbazales tropicales de alta montaña, del páramo y de la puna, con arbustos dispersos (por ejemplo Espeletia), principalmente entre los 3000 y 4500 m de altitud.

## Sistemática

### Descripción original
La especie A. flammulata fue descrita por primera vez por el naturalista británico William Jardine en 1850 bajo el nombre científico Synalaxis (error) flammulatus; la localidad tipo es: «mesetas elevadas de los Andes cerca de Quito, 14,000 pies [c. 4270 m], Ecuador».

### Etimología
El nombre genérico femenino «Asthenes» deriva del término griego «ασθενης asthenēs»: insignificante; y el nombre de la especie «flammulata», proviene del latín «flammulatus»: flamulado, con marcas parecidas a llamas.

### Taxonomía
Los datos filogenéticos dan soporte a la sugestión de que la presente especie forma un grupo monofilético con Asthenes virgata y A. maculidauda. En el pasado, algunos autores la consideraron conespecífica con esta última. La subespecie propuesta pallida (del norte de Perú), descrita como siendo más oscura por arriba, con estrías más blancas, más pálida por abajo con marcas reducidas y los flancos y cobertoras inferiores de la cola más beige, probablemente sea mejor sinonimizada con la subespecie taczanowskii.

### Subespecies
Según las clasificaciones del Congreso Ornitológico Internacional (IOC) y Clements Checklist v.2018, se reconocen cinco subespecies, con su correspondiente distribución geográfica:
- Asthenes flammulata multostriata (P.L. Sclater, 1858) – Andes orientales de Colombia (Norte de Santander al sur hasta el sur de  Cundinamarca).
- Asthenes flammulata quindiana (Chapman, 1915) – Andes centrales de Colombia (Caldas al sur hasta Cauca).
- Asthenes flammulata flammulata (Jardine, 1850) – Andes occidentales del sur de Colombia (Nariño) hacia el sur hasta Ecuador.
- Asthenes flammulata pallida Carriker, 1933 – Andes del norte de Perú (La Libertad y Cajamarca)
- Asthenes flammulata taczanowskii (Berlepsch & Stolzmann, 1894) – Andes del norte y centro de Perú (sur de Amazonas y sur de Cajamarca hacia el sur hasta Áncash y Junín).